# Chelis
Chelis é um gênero de lepidoptera pertencente à família Arctiidae.